# Атсе Гезкеяс
Атсе Гезкеяс — член Соломонової династії, якого було проголошено негусом Ефіопії (1736–1737) групою придворних, які перебували в опозиції до імператора Йясу II.